# Tibouchina octopetala
Tibouchina octopetala är en tvåhjärtbladig växtart som beskrevs av Célestin Alfred Cogniaux. Tibouchina octopetala ingår i släktet Tibouchina och familjen Melastomataceae. Inga underarter finns listade i Catalogue of Life.